# Alba Docilia
Alba Docìlia è il nucleo romano di Albisola. Si trova segnata sulla Tabula Peutingeriana, "carta" stradale dell'Impero risalente al IV secolo. Il termine Docilia è un aggettivo stante ad indicare la tribù di appartenenza che era appunto quella dei Liguri Docilii, diffusi tra la zona di Albisola e Sassello.

## Etimologia
La parola Alba indica invece in generale un abitato più o meno grande, città, anche se il significato preciso pare sia collina, montagna o altura in genere. Dalla stessa radice deriverebbe anche il nome Alpi. Il termine è molto diffuso nel nord Italia in diverse denominazioni di città o paesi come Alba Pompeia (Alba), Albium Intemelium (Ventimiglia), Albium Ingaunum (Albenga). Non manca comunque anche in altre zone come nel Lazio, ad esempio nel caso di Alba Longa.
Da Alba Docilia prende il nome anche la locale squadra di atletica leggera.

## La "villa romana" di Alba Docilia

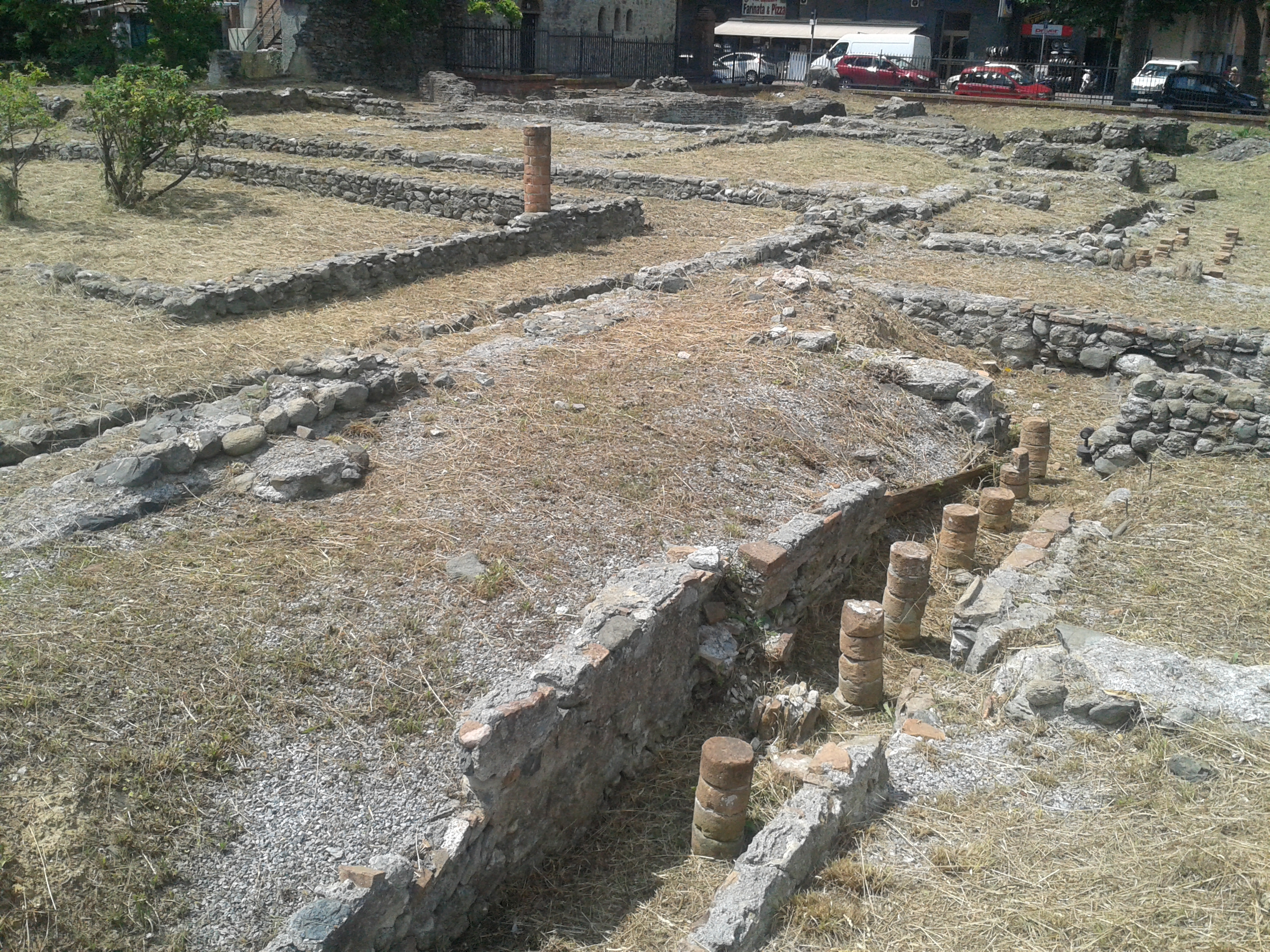
Particolare dei resti della "villa romana".

I resti oggi visibili in Piazza Giulio II, di fronte all'uscita della stazione ferroviaria di Albisola Superiore, furono in gran parte messi in luce nel corso degli scavi che il religioso G. B. Schiappapietra condusse nell'Ottocento nell'area degli orti e dei frutteti che circondavano la chiesetta di S. Pietro. Tali scavi portarono anche all'identificazione del toponimo Alba Docilia / Decelia citato dagli itinerari antichi.
Altri scavi, condotti negli anni cinquanta del secolo scorso, in occasione della costruzione della stazione, e negli anni settanta, permisero di esporre il perimetro completo dell'area.
Il complesso è stato interpretato come i resti di una villa rustica di età romana. Il quartiere abitativo comprende diversi ambienti e una vasta zona termale organizzata intorno a due peristili mentre il settore rustico-produttivo si sviluppa attorno alla grande corte centrale. Alcuni vani, attualmente nascosti dalla stazione, dovevano essere destinati alla produzione del vino.
La villa ebbe il suo massimo periodo di splendore tra il I secolo e il III secolo. Su di essa si insediò l'antica chiesetta di San Pietro. Nel 2008 furono rinvenute nelle vicinanze tre tombe risalenti all'età del Ferro.
Una certa monumentalità della struttura, i numerosi ambienti della parte residenziale e l'estensione del cortile e degli spazi produttivi inducono a pensare che i resti, piuttosto che a una villa, si possano riferire ad una mansio, una stazione di sosta in prossimità della via Julia Augusta.